# Jonatan Castellano
Jonatan Oscar Roberto Castellano (Lobería, Provincia de Buenos Aires, Argentina; 16 de mayo de 1985) es un piloto argentino de automovilismo. Ha logrado dos campeonatos a nivel nacional, el de TC Pista en 2005 y el de Turismo Nacional en 2022.

## Carrera deportiva
Es reconocido a nivel nacional por sus actuaciones en categorías nacionales como el Turismo Nacional o el Turismo Carretera. En el año 2005, se consagró campeón de la categoría TC Pista, obteniendo el correspondiente ascenso al Turismo Carretera, a bordo de un Dodge gtx.   
También entre 2008 y 2009, incursionó en el Turismo Nacional, donde se desempeñó al volante de un Ford Focus. Actualmente se desempeña en la categoría a bordo de un Chevrolet Cruze, y dentro de las 5 victorias que posee el piloto de lobería en la categoría 4 se dieron en este año lo cual le permite actualmente llegar a las últimas fechas como candidato a ser campeón de la categoría.
Ya en el TC, en los años 2009 y 2010 consiguió clasificarse entre los 12 primeros pilotos que disputarían la Copa de Oro Río Uruguay Seguros, que define al campeón de Turismo Carretera, culminando 9.º en 2009 y 10.º en 2010.
Es hijo del excampeón de Turismo Carretera, Oscar Castellano, quien además atiende su coche en su equipo, el Castellano Power Team. Este parentesco, lo posiciona a Jonatan en una nueva camada de pilotos distinguidos por llevar apellidos ligados a la historia del TC, tales son los casos de Juan Bautista De Benedictis o Tomás Urretavizcaya, con quien llegó a compartir equipo.
Su coche es una Dodge Polara Coupe, marca con la cual compitió desde su debut en el TC Pista y con la cual obtuvo el título en 2005. La misma está pintada de color naranja, rememorando a la mítica Naranja Mecánica, mote con el que fueron conocidos los coches que condujera su padre en la década de 1980 y con los que obtuviera un bicampeonato para Dodge y un título más para Ford.
En el año 2011, Jonatan Castellano nuevamente se presentó en el Turismo Carretera, siempre a bordo de su Dodge Cherokee, atendida por su escudería Castellano Power Team. Este año, compartió el equipo con el piloto Tomás Urretavizcaya, campeón 2009 de TC Pista e hijo del reconocido piloto Roberto Urretavizcaya. Al mismo tiempo, Castellano se encargó de la dirección de su equipo en la categoría TC Mouras, donde además de atender la unidad Dodge Cherokee del piloto Cristian Di Scala, obtuvo sus primeros grandes resultados al adjudicarse la Fase Regular del Torneo y al consagrarse Castellano como campeón del Torneo de Invitados del TC Mouras en el cual el piloto de Lobería compartió la unidad con su compañero Di Scala.
En 2022 se consagra campeón de Turismo Nacional, luego de obtener la victoria reglamentaria en la última fecha disputada en Rosario, a bordo de un Chevrolet Cruze del equipo MG-C Pergamino.

## Resumen de carrera

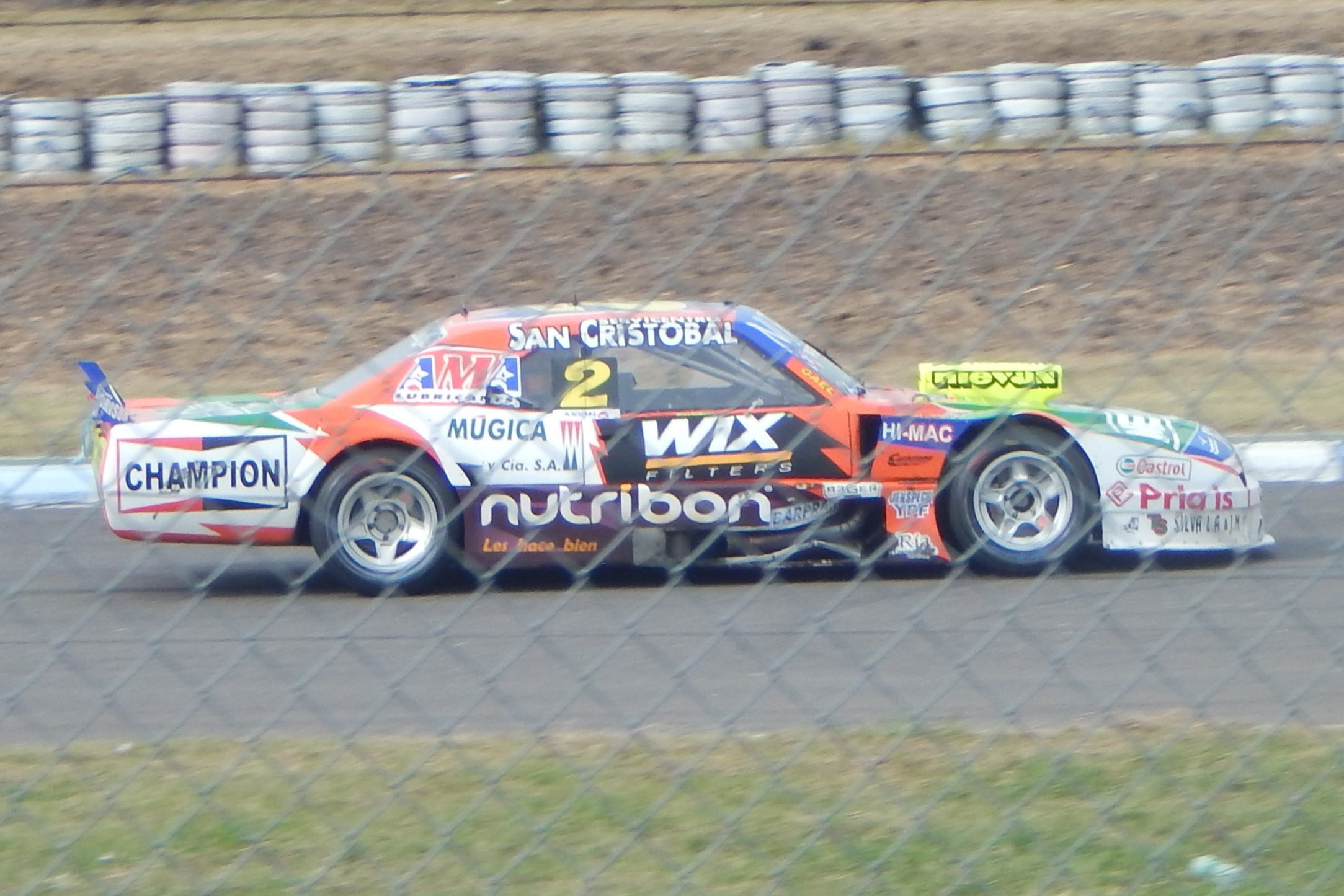
Castellano en Turismo Carretera 2019.

| Año     | Categoría                                            | Automóvil           |
| ------- | ---------------------------------------------------- | ------------------- |
| 2001    | Debut en Fórmula Renault Argentina                   | Crespi-Renault      |
| 2002    | Fórmula Renault Argentina                            | Crespi-Renault      |
| 2003    | Fórmula Renault Argentina                            | Crespi-Renault      |
| 2004    | Debut en TC Pista                                    | Dodge Polara        |
| 2005    | Campeón de TC Pista                                  | Dodge Cherokee      |
| 2006    | Debut en Turismo Carretera                           | Dodge Cherokee      |
| 2007    | Turismo Carretera                                    | Dodge Cherokee      |
| 2008    | Turismo Carretera                                    | Dodge Cherokee      |
| 2008    | Debut en Clase 3 del Turismo Nacional, 6 carreras    | Ford Focus I        |
| 2009    | Turismo Carretera                                    | Dodge Cherokee      |
| 2009    | Invitado a la Carrera de la Historia del Top Race V6 | Mercedes-Benz C-203 |
| 2010    | Turismo Carretera                                    | Dodge Cherokee      |
| 2011    | Turismo Carretera                                    | Dodge Cherokee      |
| 2011    | Campeón de pilotos invitados de TC Mouras            | Dodge Cherokee      |
| 2012    | Turismo Carretera                                    | Dodge Cherokee      |
| 2012    | Campeón de pilotos invitados de TC Mouras            | Dodge Cherokee      |
| 2013    | Turismo Carretera                                    | Dodge Cherokee      |
| 2013    | Torneo de pilotos invitados de TC Mouras             | Dodge Cherokee      |
| 2014    | Turismo Carretera                                    | Dodge Cherokee      |
| 2014    | Clase 3 del Turismo Nacional                         | Chevrolet Vectra GT |
| 2015    | Turismo Carretera                                    | Dodge Cherokee      |
| 2015    | Clase 3 del Turismo Nacional                         | Chevrolet Cruze I   |
| 2016    | Turismo Carretera                                    | Dodge Cherokee      |
| 2016    | Clase 3 del Turismo Nacional                         | Chevrolet Cruze I   |
| 2017    | Turismo Carretera                                    | Dodge Cherokee      |
| 2017    | Clase 3 del Turismo Nacional                         | Chevrolet Cruze I   |
| 2017    | Invitado, 200 km de Buenos Aires                     | Chevrolet Cruze II  |
| 2018    | Turismo Carretera                                    | Dodge Cherokee      |
| 2018    | Clase 3 del Turismo Nacional                         | Toyota Corolla E170 |
| 2018    | Debut en TC Pick Up                                  | Toyota Hilux        |
| 2019    | Turismo Carretera                                    | Dodge Cherokee      |
| 2020    | Turismo Carretera                                    | Dodge Cherokee      |
| 2020    | Clase 3 del Turismo Nacional                         | Ford Focus III      |
| 2020    | TC Pick Up                                           | Fiat Toro           |
| 2021    | Turismo Carretera                                    | Dodge Cherokee      |
| 2021    | Clase 3 del Turismo Nacional                         | Chevrolet Cruze II  |
| 2022    | Turismo Carretera                                    | Dodge Cherokee      |
| 2022    | Campeón de Clase 3 del Turismo Nacional              | Chevrolet Cruze II  |
| 2023    | Turismo Carretera                                    | Dodge Cherokee      |
| 2023    | Clase 3 del Turismo Nacional                         | Chevrolet Cruze II  |
| Fuente: |                                                      |                     |

## Resultados

### Súper TC 2000
| Año  | Equipo        | Auto               | 1    | 2   | 3   | 4   | 5   | 6   | 7   | 8   | 9   | 10  | 11    | 12  | 13 | 14 | Res. | Puntos |
| ---- | ------------- | ------------------ | ---- | --- | --- | --- | --- | --- | --- | --- | --- | --- | ----- | --- | -- | -- | ---- | ------ |
| 2017 |               |                    | BA I | PDF | SMM | ROS | ROS | TRH | RAF | OBE | SFE | SFE | BA II | SJU | GR | AG | -    | -      |
| 2017 | YPF Chevrolet | Chevrolet Cruze II |      |     |     |     |     |     |     |     |     |     | Ret   |     |    |    | -    | -      |

## Palmarés
| Título  | Categoría        | Marca           | Año  |
| ------- | ---------------- | --------------- | ---- |
| Campeón | TC Pista         | Dodge Cherokee  | 2005 |
| Campeón | Turismo Nacional | Chevrolet Cruze | 2022 |